# Chorebus ioni
Chorebus ioni är en stekelart som beskrevs av Lozan och Vladimir Ivanovich Tobias 2002. Chorebus ioni ingår i släktet Chorebus och familjen bracksteklar. Inga underarter finns listade i Catalogue of Life.